# Помрит-Жоди
Помри́т-Жоди́ (фр. Pommerit-Jaudy, брет. Peurid-ar-Roc'h) — коммуна во Франции, находится в регионе Бретань. Департамент — Кот-д’Армор. Входит в состав кантона Ла-Рош-Дерьен. Округ коммуны — Ланьон.
Код INSEE коммуны — 22247.

## География

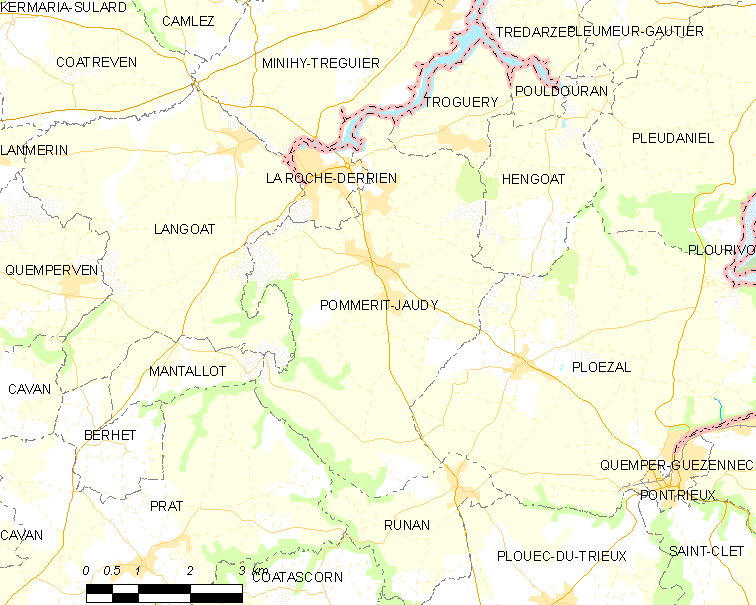
Карта коммуны

Коммуна расположена приблизительно в 410 км к западу от Парижа, в 135 км северо-западнее Ренна, в 45 км к северо-западу от Сен-Бриё.
Вдоль западной границы коммуны протекает река Жоди.

## Население
Население коммуны на 2008 год составляло 1227 человек.
| 1962 | 1968 | 1975 | 1982 | 1990 | 1999 | 2008 |
| ---- | ---- | ---- | ---- | ---- | ---- | ---- |
| 1202 | 1036 | 958  | 959  | 972  | 990  | 1227 |

## Экономика
В 2007 году среди 821 человека в трудоспособном возрасте (15—64 лет) 518 были экономически активными, 303 — неактивными (показатель активности — 63,1 %, в 1999 году было 63,1 %). Из 518 активных работали 459 человек (272 мужчины и 187 женщин), безработных было 59 (17 мужчин и 42 женщины). Среди 303 неактивных 179 человек были учениками или студентами, 63 — пенсионерами, 61 были неактивными по другим причинам.

## Достопримечательности
- Усадьба Коа-Невене (XVII век). Исторический памятник с 1926 года[3]